# 田島信行
田島 信行（たじま のぶゆき、1955年2月1日 - ）は、日本中央競馬会に所属している調教助手、元騎手。鹿児島県出身（本籍は京都府）。

## 経歴
1955年、鹿児島県姶良郡牧園町に生まれる。同姓の騎手・田島良保の実家が近所にあり（両者に血縁関係はなし）、その活躍に触発されて騎手を志した。中学校在学中に京都に移り、京都競馬場所属調教師・服部正利の内弟子となる。中学校卒業後、馬事公苑騎手養成長期課程に入所。修了後の1973年より正式に服部厩舎所属となり、同年3月に騎手デビューを果たした。
初年度から15勝を挙げて中堅騎手として定着。3年目の1975年、二冠馬キタノカチドキでマイラーズカップを制し、重賞競走を初制覇。同馬は武邦彦が主戦騎手を務めていたが、武が当日他場で騎乗するために代役として回ってきた馬であった。以後も武を主戦としていた服部厩舎の2番手騎手として騎乗を続ける。
1987年に服部が死去し、フリーに転向。1989-1991年に安田伊佐夫厩舎に所属したのち、再度フリー騎手となった。1992年には、当時めずらしかった外国産馬の強豪として注目を集めたヒシマサルの主戦騎手を務め、この年自己最高の57勝（全国11位、関西6位）を挙げた。
以後は徐々に成績が下降を始め、2001年には勝利なしという結果に終わる。これを受け、翌2002年2月28日をもって騎手を引退した。最後のレースとなった同年第1回阪神2日目第4競走・3歳新馬戦では4番人気のジェットセッターに騎乗して勝利し、有終の美を飾った。通算6768戦608勝（数字は中央競馬のみ）。以後は栗東トレーニングセンターの田所清広厩舎で調教助手を務めていた。
オルフェーヴル、ドリームジャーニー兄弟の母として名高いオリエンタルアート、彼女の現役時代に騎乗経験がある騎手の1人でもある。

## 通算成績
| 通算成績 | 1着 | 2着 | 3着 | 4着以下 | 騎乗回数 | 勝率 | 連対率 |
| -------- | --- | --- | --- | ------- | -------- | ---- | ------ |
| 平地     | 607 | 623 | 614 | 4,911   | 6,755    | .090 | .182   |
| 障害     | 1   | 2   | 2   | 8       | 13       | .077 | .231   |
| 計       | 608 | 625 | 616 | 4,919   | 6,768    | .090 | .182   |

※上記中央競馬成績のみ
- 初騎乗：1973年3月3日 1回阪神3日第5競走 ニホンピロスピード（2着）
- 初勝利：1973年3月31日 2回阪神3日第1競走 ニホンピローヒル
- 重賞競走22勝（うち地方ダートグレード競走1勝）

### 主な騎乗馬
※括弧内は田島騎乗時に優勝した重賞競走。
- キタノカチドキ（1975年マイラーズカップ）
- リードスワロー（1979年阪急杯）
- リードワンダー（1981年きさらぎ賞）
- ロイヤルスズラン（1981年京都牝馬特別）
- リードエーティ（1981年阪神3歳ステークス、デイリー杯3歳ステークス）
- キョウエイアセント（1983年鳴尾記念）
- トーアファルコン（1983年小倉3歳ステークス）
- キョウエイレア（1984年高松宮杯）
- トーワカチドキ（1984年金鯱賞）
- エーコーフレンチ（1986年金杯 (西)）
- ドウカンジョー（1986年ラジオたんぱ杯3歳牝馬ステークス）
- リードトリプル（1986年CBC賞）
- ヤマニンアーデン（1987年シンザン記念）
- ダンツミラクル（1989年小倉記念）
- エーコーシーザー（1990年セントウルステークス）
- ヒシマサル（1992年きさらぎ賞、毎日杯、京都4歳特別）
- メイショウマリーン（1994年小倉大賞典）
- イナズマタカオー（1996年中京記念）
- コンメンダトーレ（1998年佐賀記念）